# Bror Orton
Bror Natanael L:son Orton, född 7 januari 1879 i Göteborgs domkyrkoförsamling, Göteborg, död 24 april 1941 i Stocksund, Danderyds församling, Stockholms län, var en svensk gruvingenjör.
Bror Orton var son till grosshandlaren Elis Fredsen Larsson. Han avlade mogenhetsexamen i Stockholm 1898 och utexaminerade från Tekniska högskolan 1904. Efter olika anställningar i Sverige blev han gruvingenjör i Serbien 1907, i Kuba 1910 och i USA samma år. Från 1912 innehade han en konsulterande gruvingenjörsbyrå i Stockholm, och 1912–1922 ledde han provtagningen på malm, slagg, järn med mera för Statens provningsanstalt. Han företog i studiesyfte flera utrikesresor, av vilka flera gjordes med understöd av staten och Jernkontoret. Orton intresserade sig främst för malmgeologiska och geofysiska problem. Han anlitades för uppdrag i hela Sverige och de flesta europeiska länder samt i USA, Kuba och Kanada. Därtill hade han konsultationer i Afrika och Sydamerika. Olsson publicerade ett trettiotal uppsatser i Jernkontorets annaler med flera tidskrifter och tillhörde styrelsen för flera fackföretag samt för KFUM.